# 李错
李错（藏語：རླི་ཚོ།）又作里错、利错，印度阿鲁纳恰尔邦西卡门县的一个居民点，地处科马河南岸，德让宗西北。李错是18世纪初西藏地方政府在门隅地区设立的32个“措”（或“定”）之一，属于章南六措之一。目前该地属于中华人民共和国与印度领土争议地区，中国将其划归西藏自治区山南市错那市管辖，是中华人民共和国民政部第四批增补藏南地区公开使用地名中的一个。